# 교자 (일본 음식)
교자(餃子)는 중국 요리의 자오쯔가 일본식으로 변형된 음식이다. 주로 "야키교자(焼き餃子)"로 구워 먹으며, 삶은 것은 "스이교자(水餃子)"로 불러 구분한다.

## 관련 사건

### 2008년 농약 교자 파동
2008년에 중국에서 생산되어 일본으로 수출된 냉동식품인 교자에서 고농도의 농약이 검출되었고, 교자를 먹던 거의 대부분의 사람들이 농약에 중독되었다. 이 사건으로 인해 많은 이들이 중국산 식품에 대해 불신감을 가졌으나 2010년 3월에 중국에서 교자에 독을 넣은 남자가 체포되었다.

## 같이 보기
- 만두
- 자오쯔